# Idiotropa
Idiotropa is een geslacht van kevers uit de familie  
kniptorren (Elateridae).
Het geslacht is voor het eerst wetenschappelijk beschreven in 1897 door Schwarz.

## Soorten
Het geslacht omvat de volgende soort:
- Idiotropa henoni (Abeille de Perrin, 1894)